# XXXIV Festival Internacional de la Canción de Viña del Mar
El XXXIV Festival Internacional de la Canción de Viña del Mar o simplemente Viña '93, se realizó del 10 al 15 de febrero de 1993 en el anfiteatro de la Quinta Vergara, en Viña del Mar, Chile. Fue transmitido por última vez en Televisión Nacional de Chile y animado por Antonio Vodanovic y también por Margot Kahl, Felipe Camiroaga, Claudia di Girólamo y Bastián Bodenhöfer.

## Desarrollo

### Día 1 (Miércoles 10)
Índice de audiencia: 23.4
- Joan Manuel Serrat
- Estudiantina de la Chimba (Ganadora del Festival del Huaso de Olmué)
- Los Pitusos (humor)
- Jon Secada
- Cecilia Echeñique
- Los Ramblers
- Luz Casal
- Dr. Alban
- Competencia Folclórica
- Competencia Internacional

### Día 2 (Jueves 11)
Índice de audiencia: 26.1
- Ballet de TVN
- Dr. Alban
- Luis Pescetti (humor)
- Sergio Dalma
- Beatlemania
- Vaitiare
- Kassav'
- Competencia Folclórica
- Competencia Internacional

### Día 3 (Viernes 12)
Índice de audiencia: 21.1
- Ballet de TVN
- Joaquín Sabina
- Sandy (humor)
- Garibaldi
- Hermanos Zabaleta
- Alejandro Lerner
- Jon Secada
- Final Competencia Folclórica
- Premiación Competencia Folclórica
- Competencia Internacional

### Día 4 (Sábado 13)
Índice de audiencia: 20.7
- Ballet de TVN
- Los Temerarios
- Piña Colada (humor)
- Fernando Ubiergo
- El General
- Sergio Dalma
- Beatlemania
- Gloria Trevi
- Competencia Internacional

### Día 5 (Domingo 14)
Índice de audiencia: 22.7
- Ballet de TVN
- Congreso
- Ricky Martin
- Kassav'
- Sandy (humor)
- Ballet de TVN
- Garibaldi
- Los Temerarios
- Competencia Internacional

### Día 6 (Lunes 15)
Índice de audiencia: 24.3
- Obertura
- Ganador Competencia Folclórica
- Final Competencia Internacional
- Joan Manuel Serrat
- Antonio Prieto
- Mercedes Sosa
- Premiación Competencia Internacional
- La Ley
- Natusha

## Curiosidades y polémicas
- La polémica la protagonizó Gloria Trevi, quien durante su actuación sacó a un hombre del público y le hizo movimientos sexuales, luego mojó al jurado y se subió a los parlantes del escenario.[1]
- También la designación en el jurado folclórico de Mercedes Sosa, ya que los miembros Charo Cofré y Vicente Bianchi se opusieron a la presencia de un extranjero en el jurado.
- En la competencia internacional debutó una joven cantante, que con el tiempo se transformaría en una gran figura de la canción latinoamericana. Se trata de la popular Shakira, que representaba a su país natal, Colombia.
- La víctima del monstruo fue el humorista Luis Pescetti, cuya rutina no convenció al público de la Quinta Vergara y lo abucheó.
- Otra víctima fue la modelo tahitiana Vaitiare, que en su presentación hizo playback y desde entonces sólo recibió el abucheo del público. Destacar que interpretó la canción Desesperada que posteriormente fue grabada por la cantante Marta Sánchez.
- Uno de los chascarros más recordados en este certamen es la famosa caída de Sergio Dalma.
- El inesperado éxito del grupo chileno Beatlemania obligó a la organización del evento a contratarlos inmediatamente después de su presentación para la noche final del certamen donde volvieron a deleitar a la audiencia con los clásicos de The Beatles.[2][3]
- Fue el primer festival transmitido en Sonido estereofónico.[4]

## Jurado Internacional
- Antonio Prieto (presidente del jurado)
- Gloria Trevi
- Alejandro Lerner
- Francisco Reyes
- Vaitiare
- Joaquín Sabina
- Cecilia Echenique
- El General
- Germán Casas
- Luz Casal
- Eduardo Bautista
- Katherine Salosny
- Ricky Martin

## Jurado Folclórico
- Sonia la Única
- Eduardo Carrasco
- Héctor Titin Molina
- Claudio Parra
- Osvaldo Rodríguez
- Alicia Puccio
- Julio Numhauser
- Alberto Rey (presidente del jurado)

## Competencias
Internacional:
- 1.er lugar:  Italia, In questo mondo, de Tino Garibbo, interpretada por Claudio Cirimele.[5]
- 2.° lugar:  Chile, Sinceridad, de Juan Andrés Ossandón, interpretada por Tatiana Bustos.[6]
- 3.er lugar:  Colombia, Eres, de Shakira Mebarak, interpretada por ella misma bajo el nombre de Shakira.[7]

Folclórica:
- 1.er lugar: Canto del agua, de Agustín Moncada, interpretada por Kal.[8]
- 2.do lugar: La solitaria, de Fernando Pavez y Víctor Hugo Campusano, interpretada por Cristián y Altamar.[9]
- 3.er lugar: El niño se llama Chile, de José Pepe Cornejo, interpretada por Los Surcadores del Viento.[9]